# Fachwerkhaus (Heraldik)
Das Fachwerkhaus ist in der Heraldik eine Wappenfigur und als gemeine Figur nicht häufig im Wappen.
Dargestellt wird ein Haus, oft die Giebelseite zum Betrachter, mit den für diesen Baustil typisch angeordneten Balken als farblich abweichende Linien zur Tingierung der Wandflächen. Heraldisch ist die Darstellung wenig durchdrungen, lässt sich aber trotzdem in der Wappenbeschreibung relativ leicht beschreiben. Eine klare einfache Hausansicht im Wappen sollte schon beim Entwurf beachtet werden. So vereinfacht die Nennung des Haustypes, wie zum Beispiel niedersächsisches Bauernhaus, Bauernhaus oder Scheune, die Beschreibung. Der Giebelschmuck, wenn vorhanden, sollte erwähnt werden.

## Beispiele

Nur Fachwerk
Lörrach
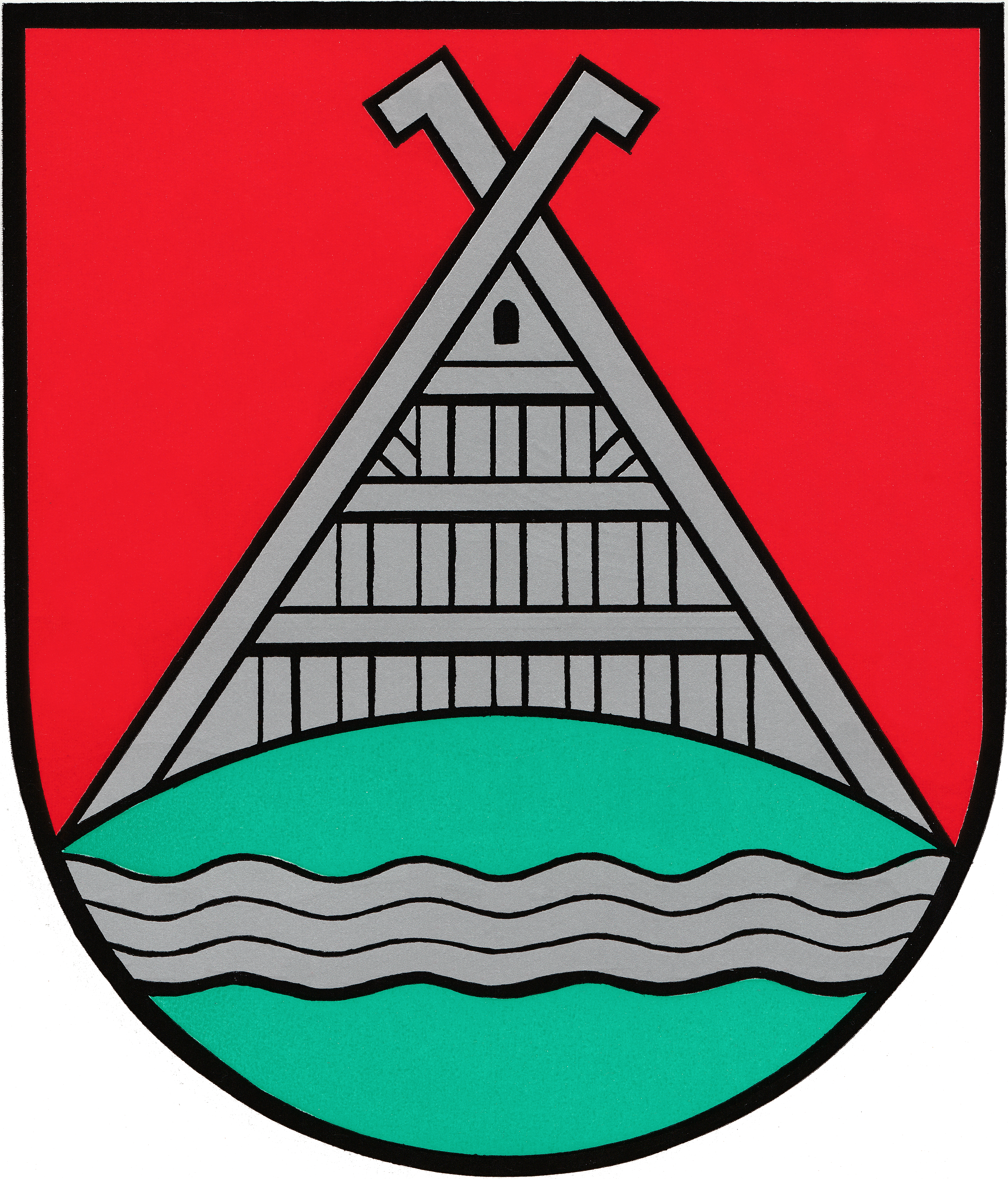
Kleinwörden
Findorf
Asbach (Hunsrück)
Wesselburen
Borstel (Holstein)
Grönwohld
Emtinghausen
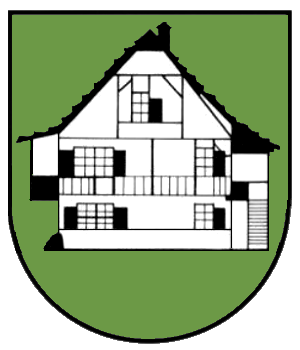
Hausen im Wiesental
Heidhausen
Holsterhausen
Frohnhausen
Essen-Altendorf
Arpsdorf
Stafstedt
Groß Niendorf
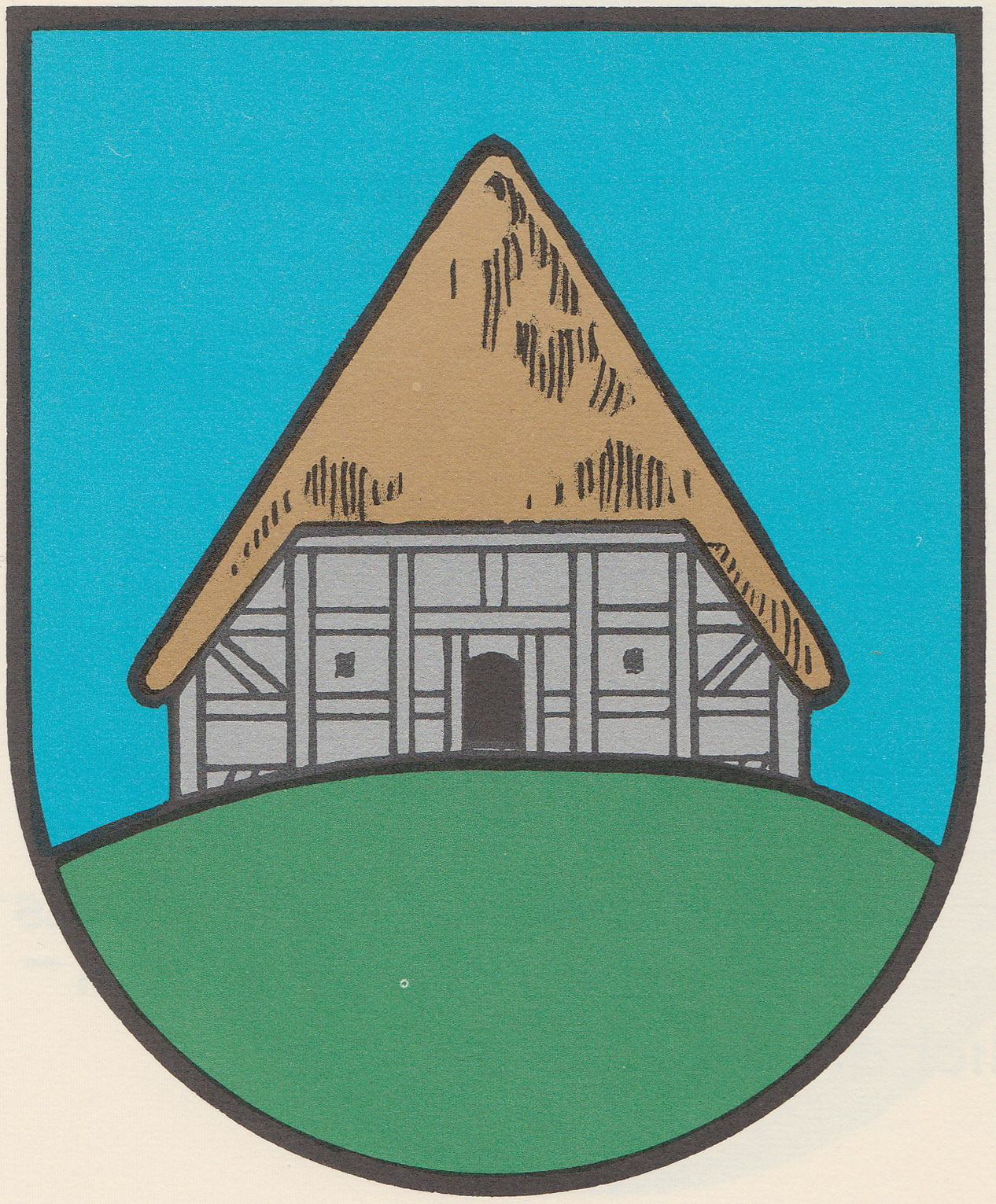
Offenwarden
Jühnde
Krogaspe
Neverin
Tespe
Katernberg
Samtgemeinde Börde Lamstedt
Rotthausen
Neuwittenbek
Frintrop
Belsch
Bergerhausen
Frillendorf